# Slag om Kitcheners' Wood

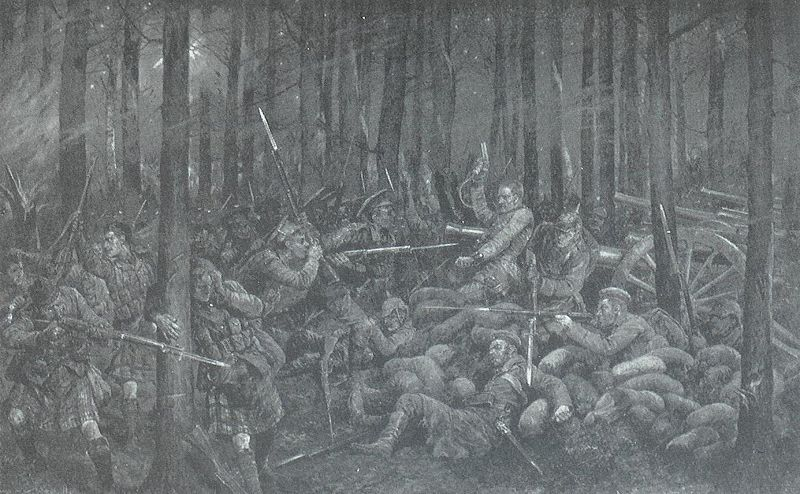
foto uit een krant

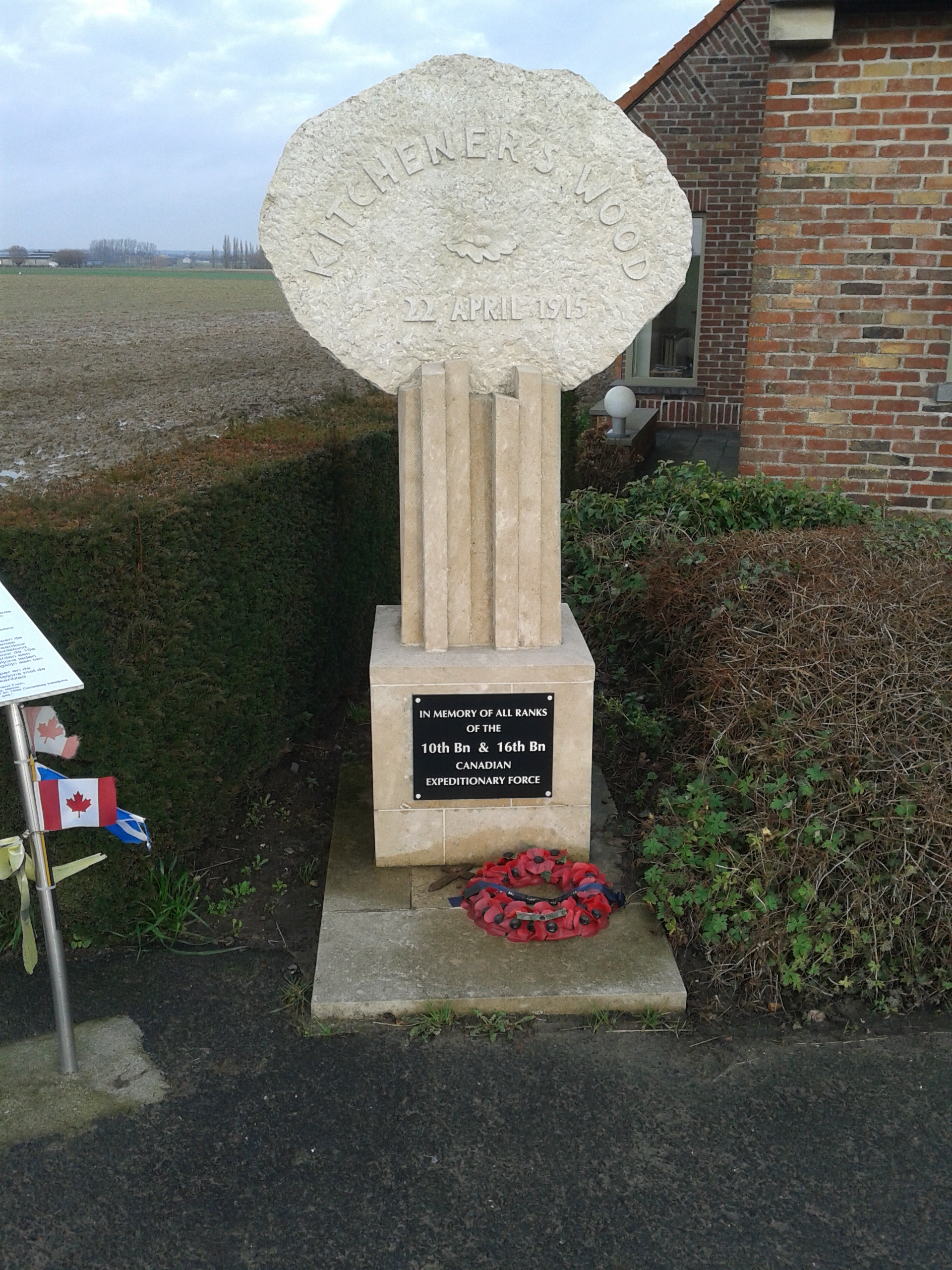
Het monument onthuld door de Vrije Basisschool Sint-Juliaan

De Slag om Kitcheners' Wood vond plaats tijdens de Eerste Wereldoorlog tijdens de Tweede Slag om Ieper. Kitcheners' Wood is de naam van een eikenplantage die is afgeleid van de Franse naam Bois-de-Cuisinères, waar de Franse troepen hun veldkeukens hadden. Soms denkt men ten onrechte dat de naam Kitcheners' Wood komt van de Britse generaal  Lord Kitchener die toen minister van oorlog van het Verenigd Koninkrijk was.

## Achtergrond
Tijdens de nacht van 22 april 1915 begonnen de Duitsers met de eerste gifgasaanval op het Westelijk front. Het doel was de Ypres Salient of de Ieperboog. Ze concentreerden de aanval op twee Franse divisies, het 45ste (Algerijnse) en het 79ste (territoriale). Tijdens de aanval van de avond van 21 april, waren de Franse divisies slecht voorbereid. Ze konden niet omgaan met het chloorgas, waardoor hun linie snel brak. Zo ontstond er een gat in het front van een zes kilometer breed.
Het 1ste Canadese Divisie was al in Frankrijk sinds februari. Ze waren in Frankrijk als reserve, maar moesten snel naar het front om er het gat te sluiten. Kitcheners' Wood werd bekend als versterkte plaats en twee Canadese bataljons werden geselecteerd om het front te versterken. Later bleek dit uit te draaien in een tegenaanval. 

## De slag
Bij Kitcheners' Wood werd het 10de Bataljon van het Canadien Expeditionary Force (CEF), van de 2de Canadese Brigade, bevolen om een tegenaanval te plaatsen. De troepen verzamelden op 22 april tot 11 uur 's avonds. Het 16de Bataljon van het Canadien Scottish Regiment van de 3de Canadese Brigade ondersteunde deze aanval. Beide brigades brachten meer dan 800 man samen uit golven van twee compagnies. Het bevel om aan te vallen werd gegeven om 11 uur 46. De eerste golven van het 10de Bataljon overbrugde de helft van de afstand van hun startpositie naar het bos dat volledig doorweven was van prikkeldraad. Door geen voorgaande verkenning werd het Bataljon gedwongen om door het Duitse geschut te breken. Bij deze actie werden de Duitse machinegeweren uitgeschakeld. Beide bataljons namen de laatste 200 meter voor hun rekening. Ze verdreven de Duitsers en 75 procent ervan waren slachtoffers. Kleine delen van de Franse troepen wilden graag hun kanonnen terugnemen nadat ze ze achterlieten in het bos.
Na de oorlog merkte de Geallieerde opperbevelhebber, maarschalk Ferdinand Foch op dat de aanval van het 10de en 16de Bataljon op Kitcheners' Wood de grootste daad van de oorlog was.

## Gevolgen
Het gevecht in Kitcheners' Wood duurde nog enkele dagen. Duitse aanvallen bleven komen rond de Ieperboog, zonder dat ze er voordeel uit haalden. Het 1ste Divisie verloor ongeveer 60 procent van hun manschappen. Pas daarna werden ze vervangen. Het 10de en 16de Bataljon werd gereduceerd tot minder dan 20 procent van de oorspronkelijke slagkracht. De commandant van het 10de Bataljon, luitenant-kolonel Russ Boyle, werd ernstig gewond door mitrailleurvuur in de openingsaanval. Hij bezweek aan zijn verwondingen enkele dagen later. Beide bataljons hadden tijd en moeite om zich terug op te bouwen.
Garnet Hughes werd bekritiseerd voor zijn slecht leiderschap omdat hij de aanval slecht had voorbereid.

## Erelijst
Na de oorlog werd de Tweede Slag om Ieper en Sint-Juliaan erkend als Battle Honours. De eenheden die vochten in Kitcheners' Wood waren hier ontevreden over omdat zij niet erkend werden. De commandant van het Canadien Scottish Regiment (Princess Mary's) die het 16de Bataljon (Canadien Scottisch) CEF deed stand houden, organiseerde een bijeenkomst om onderscheidingen uit te delen voor het 10de en 16de Bataljon die vochten in Kitcheners' Wood. De onderscheidingen werden nooit erkend door de Battle Honours.
In de jaren dertig werd een opvallende koperen schouder titel toegekend. In het geval van de Canadien Scottisch, bestond de titel uit een koperen eikel en eikelblad over een rood vilt, omringd door de titel 'CANADIEN SCOTTISH'.

## Nalatenschap
- Het oude stadhuis van Calgary (waar ongeveer 60 procent van het oorspronkelijke 10de Bataljon werd gerekruteerd) draagt een gedenkplaat voor Luitenant-kolonel Russ Boyle en de mannen van het 10de Bataljon die de aanval zetten op Kitcheners' Wood.
- De Calgary Highlanders vereeuwigen de geschiedenis en de tradities van het 10de Bataljon door jaarlijks de strijd te herdenken in het weekend bij 22 april. Die dag heet 'St. Julien's Day'. Op die dag wordt er een diner gehouden voor alle officieren, een stadsparade en een kerkdienst.
- De plaatselijke hockeyploeg en de regionale krant danken hun naam aan de slag om Kitcheners' Wood. Ze verwijzen allebei naar een eikenblad die het bos had. De hockeyploeg heet "The Oakleafs" en de krant heet "The Oakleaf".
- In België onthulde de Vrije Basisischool van het huidige Sint-Juliaan een eikenblad gedenkteken.
- De film Passchendaele (uit 2008) geeft een fictief beeld weer van een soldaat die vocht in zowel de Tweede Slag en Derde Slag om Ieper, inclusief de slag van Kitcheners' Wood. De hoofdpersoon is gebaseerd op veteraan Michael Dunne die meevocht in het 10de Bataljon.